# Manoir de Crouzilles
Le manoir de Crouzilles, parfois appelé la Grand'Maison, est un ancien logis seigneurial dans la commune de Crouzilles, dans le département français d'Indre-et-Loire.
Situé dans le centre du bourg, ce manoir du XVe ou XVIe siècle est très restauré à l'époque moderne. La tourelle d'escalier, restée dans son état d'origine, est inscrite comme monument historique en 1929.

## Localisation
Le manoir est situé dans le centre de Crouzilles, à quelques dizaines de mètres au sud de l'église.

## Histoire
Le fief de Crouzilles est une seigneurie dont le premier propriétaire est identifié en 1213. Dans le dernier quart du XVe siècle, cette seigneurie relève de la châtellenie de l'Île-Bouchard.
La construction du logis seigneurial, localement appelé la Grand'Maison, remonte au XVe siècle, peut-être dans la seconde moitié, ou au XVIe siècle.
Dans les années 1920 la propriété, jusque là indivise, est vendue par lots. Cette opération s'accompagne de la construction de bâtiments de servitude qui nuisent à son unité architecturale. La tourelle du manoir, non modifiée, est inscrite comme monument historique par arrêté du 20 mars 1929.

## Description
Le manoir se compose d'un corps de logis principal agrandi d'une extension centrale à angle droit et, sur la façade opposée, d'une tourelle d'escalier contre laquelle s'appuie un bâtiment moderne qui constitue la séparation entre deux propriétés.
La tourelle d'escalier présente une architecture originale. Pentagonale ou hexagonale au rez-de-chaussée, elle devient carrée à l'étage au-dessus d'une double corniche. Sa porte gothique surmontée d'un arc surbaissé ouvre sur l'escalier à vis desservant les niveaux supérieurs. Dans un angle de cet escalier, une pierre sculptée représentée une chauve-souris, motif identique à celui rencontré dans l'église Saint-Gilles de L'Île-Bouchard.

## Pour en savoir plus